# Sergi Pino
Sergi Pino Capdevila (Barcellona, 3 luglio 1987) è un cestista spagnolo.